# Mário Coluna
Mário Esteves Coluna MPIH (Ilha da Inhaca, 6 de agosto de 1935 — Maputo, 25 de fevereiro de 2014) foi um futebolista luso-moçambicano.

## Carreira

### Benfica
Foi um dos melhores jogadores do Benfica, entre 1954/55 e 1969/70, sendo duas vezes campeão europeu, em 1961 e 1962, tendo sido o segundo africano a erguer a Taça dos Campeões Europeus (o primeiro foi, em 1961, José Águas - nascido em Angola).
Venceu dez Ligas Portuguesas, sete Taças de Portugal e cinco Taças de Honra da Associação de futebol de Lisboa, tudo ao serviço do Sport Lisboa e Benfica.

## Selecção
Foi 57 vezes internacional A, marcando 8 golos, entre 1955 e 1968. Foi o capitão da selecção nacional que alcançou o 3º lugar no Campeonato do Mundo de Futebol, em 1966. É conhecido como o "Monstro Sagrado".

## Honras
A 19 de Dezembro de 1966, foi agraciado com a Medalha de Prata da Ordem do Infante D. Henrique.

## Fora dos relvados
Foi presidente da Federação Moçambicana de Futebol (FMF). Antes de ser eleito para a FMF, criou uma Academia de Futebol na vila da Namaacha, para formação de jovens (garotos) moçambicanos, com apoio financeiro da FIFA.

## Falecimento
A 25 de Fevereiro de 2014, com 78 anos, o Monstro Sagrado perdeu a vida no Instituto do Coração em Moçambique, em consequência de complicações decorrentes de uma infecção pulmonar (inclusivamente uma paragem cardiorrespiratória).